# Isopsera brevissima
Isopsera brevissima är en insektsart som beskrevs av Tokuichi Shiraki 1930. Isopsera brevissima ingår i släktet Isopsera och familjen vårtbitare. Inga underarter finns listade i Catalogue of Life.